# 鴨舞
鴨 舞（かも まい、1996年9月10日 - ）は競技麻雀のプロ雀士。日本プロ麻雀連盟所属。

## 来歴
中学生の頃、アニメ『咲-Saki-』を見て麻雀に接する。高校時代にネット麻雀で麻雀を学び、卒業後に実際の麻雀に触れる。
雀荘で接した日髙志穂に憧れてプロ雀士を目指すようになり、日本プロ麻雀連盟の育成合格を経て2022年にプロ雀士となる。
2024年、第8期桜蕾戦を制し初タイトルを獲得、更に同年のシンデレラファイトシーズン3ではノーシードから勝ち上がり優勝した。

## 人物
- 「鴨」という名字を覚えてもらうため、写真にはネギのぬいぐるみを持って臨む。ネギのぬいぐるみを忘れたときは生の長ネギを買ったこともある[2]。
- プロ雀士になる前に雀荘で出会った男性と結婚しており[1]、2児の母親[2]。

## 獲得タイトル
- 桜蕾戦 (第8期)
- シンデレラファイト シーズン3